# L'Oracle de Delphes
L'Oracle de Delphes és un curtmetratge mut francès del 1903 dirigit per Georges Méliès. Va ser estrenat per la Star Film Company de Méliès i té el número 476 als seus catàlegs.

## Argument
A l'antic Egipte, dos sacerdots dipositen una caixa ornamentada dins d'un temple, tancant les portes darrere d'ells. Després de la seva marxa, un lladre irromp al temple i roba la caixa, però és atrapat per una figura amb barba que apareix misteriosament. L'home barbut recupera la capsa i dona vida a les dues estàtues d'esfinx col·locades a les portes. Les esfinxs apareixen com a dones vives i ataquen al lladre, el cap del qual es converteix de seguida en cap d'ase. Les esfinxs tornen a convertir-se en estàtues, l'home barbut desapareix i el lladre de rucs queda assegut astorat a terra.

## Producció
Méliès interpreta el lladre a la pel·lícula. Tot i que el títol es refereix a l'oracle de Delfos, una gran sacerdotessa de la religió grega antiga, els decorats i els vestits indiquen un ambient de l'antic Egipte. El palanquí i els accessoris de caixa, al seu torn, es van reutilitzar més tard per a un altre escenari, l'orientalisme eclèctic de la pel·lícula de Méliès Le Palais des mille et une nuits (1905). Les tècniques d'efectes especials de la pel·lícula inclouen escamoteigs així com fosa i exposició múltiple.

## Versions
Pel·lícules anteriors a 1903 de Méliès, especialment la popular Le Voyage dans la Lune, eren freqüentment pirata per productors estatunidencs com Siegmund Lubin. Per combatre la pirateria, Méliès va obrir una sucursal nord-americana de la seva Star Film Company i va començar a produir dos negatius de cada pel·lícula que realitzava: una per als mercats nacionals i una altra per a l'estranger. Per produir els dos negatius separats, Méliès va construir una càmera especial que utilitzava dues lents i dues bobines de pel·lícula simultàniament.
A la dècada del 2000, els investigadors de la companyia cinematogràfica francesa Lobster Films es van adonar que el sistema de dues lents de Méliès era en efecte una càmera de pel·lícula estèreo no intencionada, però totalment funcional i, per tant, que versions 3D  de les pel·lícules de Méliès es podria fer simplement combinant les impressions nacionals i estrangeres de la pel·lícula. Serge Bromberg, el fundador de Lobster Films, va presentar versions en 3D de L'Oracle de Delphes i un altre pel·lícula de Méliès de 1903, Le Chaudron infernal, en una presentació el gener de 2010 a la Cinémathèque Française. Segons la crítica de cinema Kristin Thompson, "l'efecte del 3D era deliciós... les pel·lícules sincronitzades per Lobster semblaven exactament com si Méliès les hagués dissenyat per a 3D." Bromberg va tornar a projectar ambdues pel·lícules —així com la pel·lícula de Méliès de 1906 Alchimiste Parafaragaramus ou la Cornue infernale, preparada de manera similar per a 3D—en una presentació de setembre de 2011 a l'Acadèmia d'Arts i Ciències Cinematogràfiques.